# 徠卡：獵手
《徠卡：獵手》（英語：Leica - The Hunt）是指在2019年4月，由國際廣告公司「上奇廣告」巴西分公司「F/Nazca Saatchi & Saatchi」製作和公佈的一部微電影。該影片內容主要涉及在1989年中華人民共和國首都北京市天安門廣場發生六四事件後，一名攝影記者以照相機記錄「王維林」阻擋坦克的場景。該影片透過網際網路發表，但後來遭到移除。
這部短片曾一度被各界視為是德國照相機製造商徠卡相機的宣傳廣告，主要是用來紀念六四事件屆滿30周年，不過徠卡相機官方立即撇清關係。中華人民共和國政府在網際網路上封鎖相關消息，並一度將「徠卡」與「Leica」列為過濾關鍵詞。這部爭議影片受到某些中國大陸網友強烈反彈，徠卡相機的新浪微博帳戶上出現抵制留言。相對地，臺灣和香港等地网友大多對這部影片表示支持。

## 影片內容
《徠卡：獵手》的影片名稱參照德國照相機製造商「徠卡相機」。主題呈現攝影記者在遭遇壓迫阻礙、乃至於面臨各種生命威脅的情況下，堅持使用徠卡相機，記錄在世界各地發生的戰爭衝突等歷史場景。最主要的劇情描寫一位使用徠卡相機拍攝六四事件經典相片《坦克人》的攝影記者。背景則追溯至1989年，中華人民共和國學生在首都北京市天安門廣場發起民主抗議運動，最後遭政府派遣軍隊清場。
在影片的片頭，重現一系列暗示多個衝突新聞的鏡頭，包括持槍土匪、穆斯林、雪地中的狼、逃亡中的移民、在火光前面走過的武裝軍人、及一名拿著遠攝鏡頭準備拍攝畫面的攝影記者等6個分鏡。隨後上述鏡頭接到一段場景畫面，出現註明「1989年，北京」的字幕，這也是六四事件發生的年份和地點。故事男主角是一名西方國家的外籍新聞攝影記者，在窗戶見到天安門廣場遭鎮壓的情景而感到震驚，其後試圖拿著照相機前往拍攝相片，匆忙离开飯店房間。
此时，主角下榻的飯店剛好遇到許多說著漢語的中國軍官進入搜查。搜查者對主角進行人身搜查、檢查行李，並用中文不断要求主角交出證件以查明身份，主角则辩称听不懂中文。在其房間遭到中國軍官破壞後，主角獲得離開的許可，得以擺脫軍人人身搜查的阻撓。其后，主角找回未被砸爛的照相機、遠攝鏡頭等攝影器材。在主角遭盤查、躲避軍官的過程，微電影穿插土匪為難自然攝影師的畫面，及放入戰地記者紀錄到穆斯林遭槍殺的情節。
在影片的最後一幕，主角試圖拿著照相機拍下外頭景象时被搜查者发现，立即走進房間、將自己反鎖於房內，用徠卡相機從房間窗戶對準外頭的天安門廣場拍照。當他在窗戶旁調整照相機時，手中的徠卡相機鏡頭倒影，清晰反射出坦克人「王維林」身影的圖像，成為畫面的焦點。在結尾處，畫面上出現「獻給那些用他們的眼睛讓我們看見的人」的字幕，隨後則標示著徠卡相機的官方標誌。

## 製作發布

### 短片製作
《徠卡：獵手》這部短片的長度約5分鐘，是由國際廣告公司「上奇廣告」的巴西分公司「F/Nazca Saatchi & Saatchi」製作。該製片公司自從2012年以來，便長期與徠卡相機巴西代表處共同合作創作電視廣告，並製作出許多獲獎影片。在廣告網站「世界廣告」（Ads of the World）影片介紹一欄中，指出「此微電影是由徠卡相機發行，獻給那些專業攝影師」，並引述徠卡相機巴西攝影師代表雷斯·馬林諾（Luiz Marinho）的發言。
這部影片是由巴西雙人組合「小子布羅」（Kid Burro）執導，該組合是由兩位導演塞薩爾·納瑞（Cesar Nery）和安德烈·斋藤（Andre Saito）組成。兩位導演認為許多故事都是透過一些攝影師勇於報導，才會被世人們所認識。《徠卡：獵手》主要便是講述一個虛構故事，呈現攝影記者試圖在各個戰爭與衝突地區的環境中，堅持使用照相機拍攝影像，並留下歷史紀錄的精神；與此同時，這群攝影師仍會面臨著遭到逮捕、毆打甚至死亡等風險的壓力。
兩位導演認為很少有電影能讓觀眾同時沉浸在概念與劇情中，並花費1年多的時間研究幾位攝影師的故事。在短片中的主要場景為六四事件，並以該背景設計故事主線。其中，美聯社攝影師杰夫·怀德纳在六四事件期間，冒險進入飯店拍照拍攝《坦克人》畫面的經歷，便與這部短片的故事有許多吻合處，不過導演亦對該題材進行更加戲劇化的改編工作。不過當時怀德纳使用的照相機，是日本尼康公司推出照相機。影片由外籍演員飾演戰地記者，並由烏克蘭製片公司「Radioaktive Film」負責上傳影片。
為了具體指涉六四事件，除了在影片當中加入「1989年，北京」字幕外，亦使用有關「王維林」的畫面陳述。同時在該短片中還以鏡頭交替的故事手法，穿插幾個非洲軍閥、中東穆斯林、移民婦女、武裝士兵等，演繹強權者肆意逼迫無辜民眾的概括性畫面。部分媒體認為該片段是在隱喻中華人民共和國政府如同土匪般，為了掩蓋真相而阻擋新聞媒體的採訪、報導，以及控訴該國把境內的大量穆斯林當成異教徒迫害。

### 內容發布

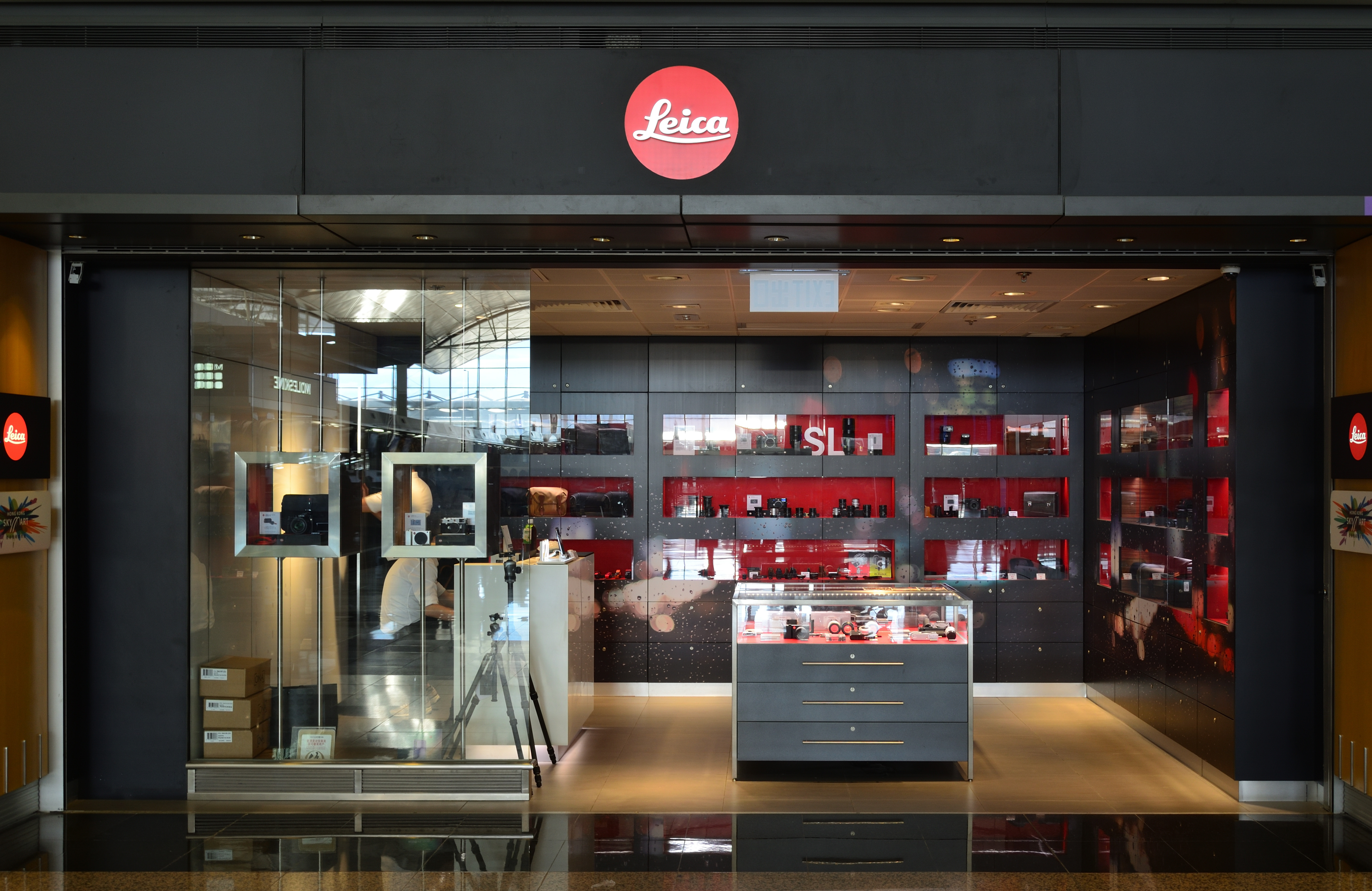
徠卡相機隨後撇清與《徠卡：獵手》的關係，並確保不會透過社群媒體宣傳該影片。

2019年4月16日，F/Nazca Saatchi & Saatchi在其經認證的Twitter帳號上，發表有關《徠卡：獵手》的葡萄牙語文章。同日，廣告網站「世界廣告」亦出現《徠卡：獵手》影片。4月17日，Radioaktive Film將影片上傳至YouTube等社群媒體網站發布。4月18日，該影片持續出現在多個網站上。但隨著原始影片遭到移除，「世界廣告」後來只留下原始的文字描述，在影片分享網站Vimeo上轉載的微電影也被大量刪除。
由於《徠卡：獵手》影片的片尾展示徠卡相機的官方標誌，最初各界紛紛將該短片視為徠卡相機自家出品的市場行銷內容片段，並稱讚其作風大膽。但實際上，徠卡相機不曾在其社群媒體頻道上發佈或分享過這部影片。也因為這部影片並非透過徠卡相機發布，其來源後來引起質疑。而儘管徠卡相機在中國的照相機市場頗為成功，但是當該影片透過串流媒體傳播給中國國內的觀眾後，事件迅速發酵並引起熱烈討論，徠卡相機開始面臨到強烈的反對與審查。
在這之後，與中國電訊設備製造商華為合作製造智慧型手機鏡頭零件的徠卡相機，便試圖與《徠卡：獵手》影片中顯示的內容劃清界線。4月18日，徠卡相機發言人埃米莉·安德森（Emily Anderson）透過電子郵件向香港媒體《南華早報》撇清關係，表示實際上這是未獲官方授權的市場行銷計劃，並非由該公司委託拍攝製作的宣傳影片。她表示徠卡相機並未授權該影片公開播放，對於其可能造成的誤解或錯誤結論深深感到遺憾，且已經確保不會透過官方社群媒體宣傳該影片。

## 造成影響

### 遭到審查

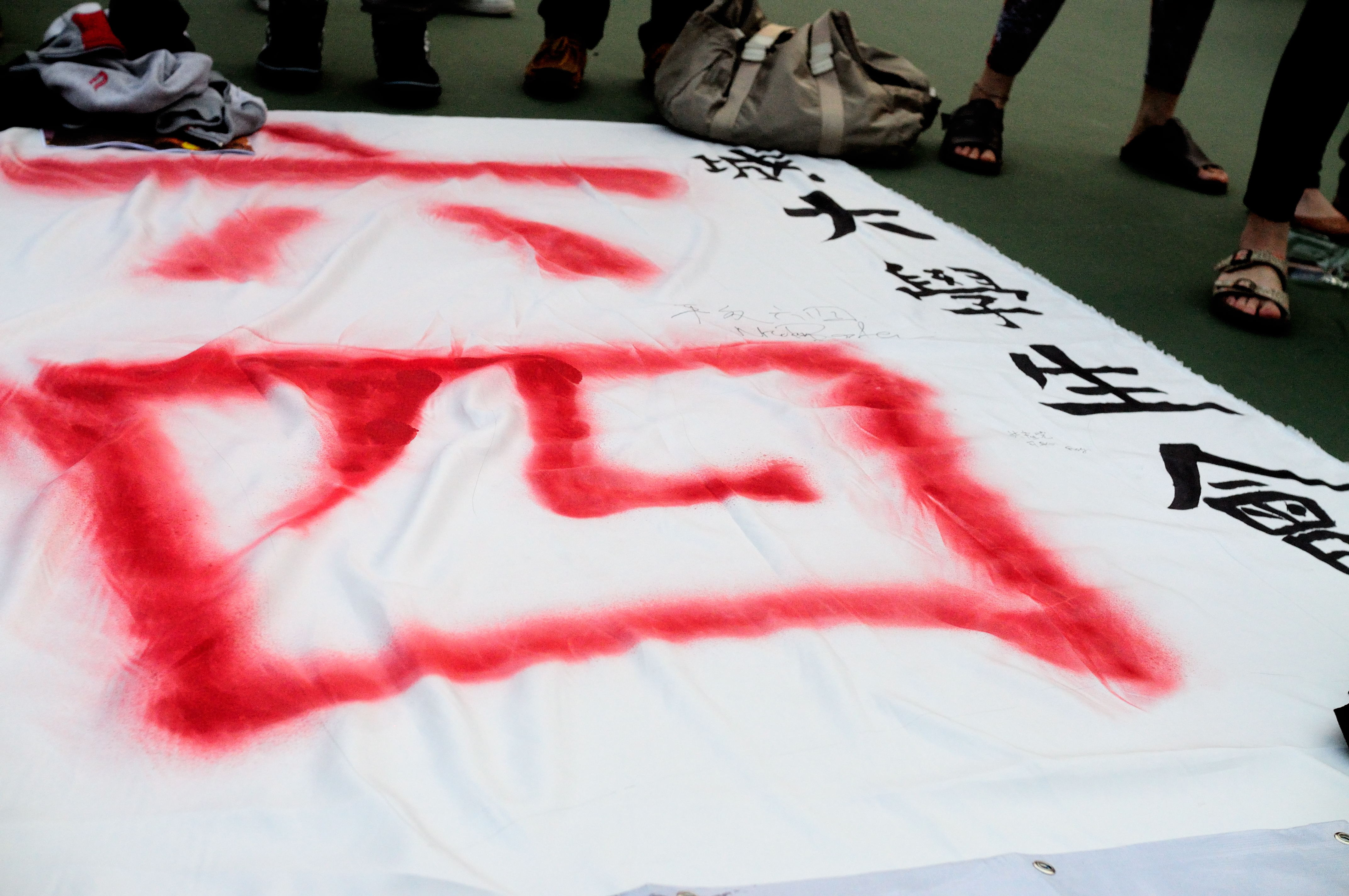
中華人民共和國政府將六四事件視為政治敏感議題，並進行相關的言論審查。

過去中國政府長期將六四事件視為高度敏感的政治議題，針對社群媒體上的相關討論進行審查工作，並讓有關內容在網際網路的討論中消失。由於2019年是六四事件屆滿30周年，在世界各地準備展開紀念活動之際，中國政府將此視為政治敏感時期，事先加強對國內網際網路的審查。由於《徠卡：獵手》試圖重現1989年六四事件的場景，最初便被指稱是為了悼念六四事件30周年，才特別拍攝與傳播這部微電影。而有鑒於中國的強硬態度，亦有評論認為徠卡相機是在進行「自殺式行銷」。
隨著《徠卡：獵手》的內容疑似涉及六四事件而受到關注，該影片遭到中國國家審查機構與新浪微博等社群媒體的全面審查與封殺，影片在中國境內的普通網友中幾乎未獲得散播。與此同時，中國審查機構亦對徠卡相機展開施壓，在新浪微博上進行審查工作。在影片發布之後，儘管新浪微博等主要社群媒體網站先是出現「徠卡辱華」的標籤，隨後大部分與徠卡相機相關的「違規」文章便遭到審查刪除。
而自從4月18日晚間開始，中國政府與新浪微博針對與「徠卡」或「Leica」這個品牌相關的漢語及英語詞彙，進一步做出大動作的封殺反制，當中以「違反相關法律法規或社群公約」的審查理由，將相關內容列為禁止在社群平臺上使用的過濾關鍵詞，而違反規定的用戶無法成功發送文章。到了隔日，相關禁令宣告解除。人權運動者周鋒鎖則表示中國政府不太可能公開提到該影片，以避免引起人們對這個主題的關注。

### 其他反應

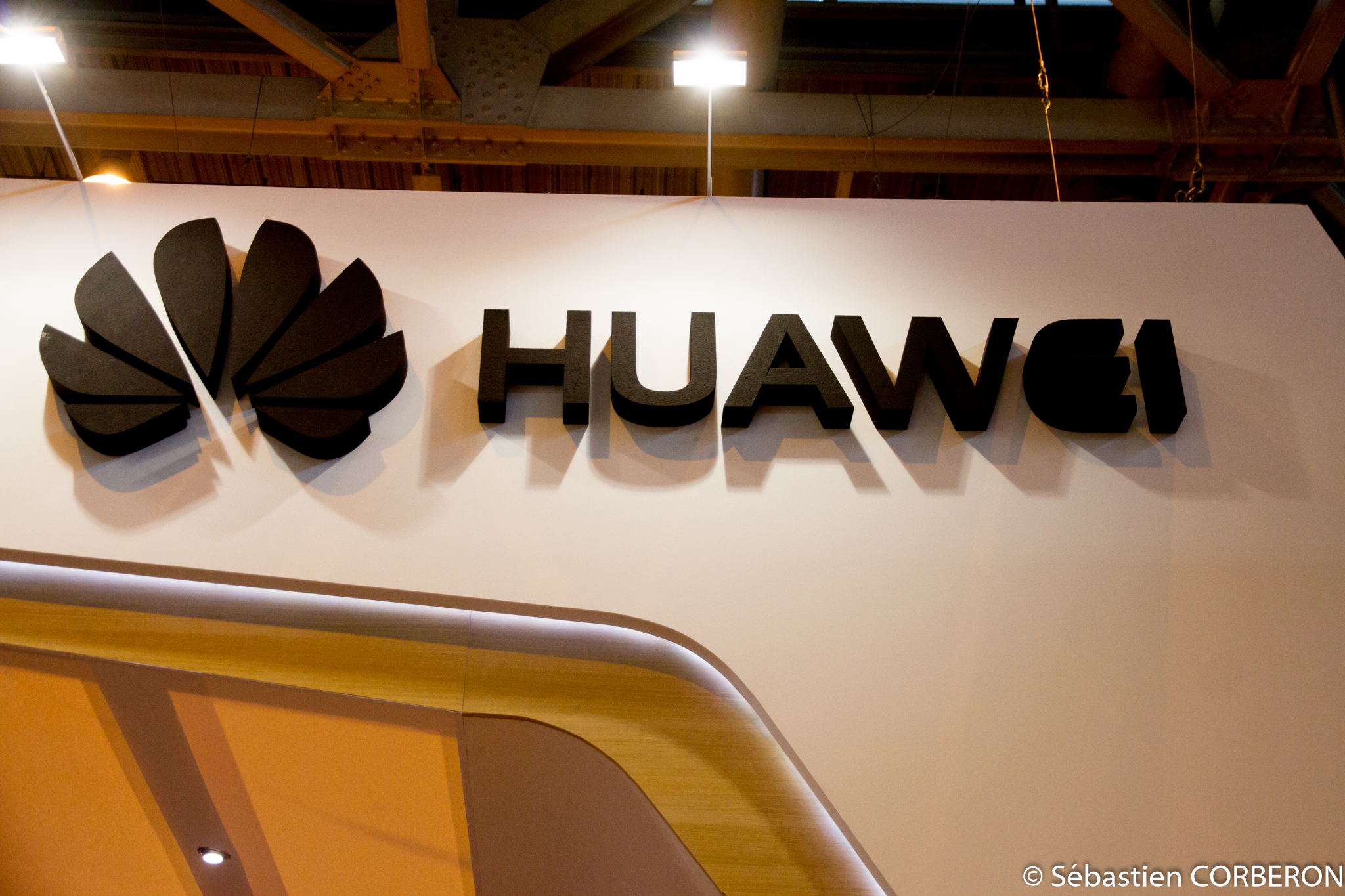
由於徠卡相機是華為的合作夥伴，後者的立場亦受到關注。

在短片發布後，部分中國大陆的網際網路用戶立即在國內社群媒體上，針對徠卡相機提出負面評價與反彈，亦有網路評論員洗版批評。其中大批新浪微博的用戶陸續在徠卡相機的官方新浪微博帳號「徠卡相機中國」上發表持正反立場的留言評論。該新浪微博帳號獲得數百條批評影片的評論與抱怨，亦有部分新浪微博用户留下蜡烛的Emoji，表示悼念。中國大陸網友表示感動。由於徠卡相機是華為的手機鏡頭合作夥伴，後者在這次風波的立場亦受到關注，並被網友要求取消合作。
某些不滿的中國大陸網友譴責徠卡相機這種做法會讓「無辜」的華為受到衝擊與傷害，且不配與華為進行合作，要求徠卡相機說明並道歉。同時還有中國大陸的網友批評該公司的「愚蠢」舉動，指稱該影片導致徠卡相機陷入公關危機，或是呼籲抵制徠卡相機這個品牌。隨後徠卡相機禁止在其最新的新浪微博文章上評論。這部影片的推出亦在臺灣、香港等地引起廣大的迴響，並獲得批踢踢網友的支持。部分反對中國政府者對於該影片亦表示讚揚，周鋒鎖便認為該影片真實表現六四事件發生時的景象。
美國商業雜誌《Fast Company》認為這部影片傳達攝影記者的壓力、焦點和純粹的動力，而《廣告週刊》則認為這是讚揚攝影師英雄主義，尤其是其勇敢地在國際紛亂地區拍攝受害者的困境。這次「王維林」畫面引起的風波亦成為德語媒體關注的話題，《法蘭克福匯報》指出最令人驚嘆的並非這部微電影，而是中國「近乎完美的審查」。

## 外部連結
- （葡萄牙文） F/Nazca Saatchi & Saatchi